# Trappistinnenabtei Mississippi
Die Trappistinnenabtei Mississippi ist seit 1964 ein US-amerikanisches Kloster in Dubuque (Iowa), Erzbistum Dubuque.

## Geschichte
Die Trappistinnenabtei Wrentham, erste Zisterzienserinnenabtei in den Vereinigten Staaten, gründete 1964 als erstes Tochterkloster (im Süden von Dubuque und unweit der Abtei New Melleray) Kloster Our Lady of the Mississippi, das 1970 zur Abtei erhoben wurde.
Oberinnen und Äbtissinnen:
- Columba Guare (1964–1982)
- Gail Fitzpatrick (1982–2006)
- Nettie Louise Ganble (2006–2012)
- Rebecca Stramoski (2012–)

Gründungen:
- 1999: Kloster Tautra (Norwegen, Wiederbesiedelung)